# Dschumabek Ibraimow
Dschumabek Ibraimowitsch Ibraimow (kirgisisch Жумабек Ибраимович Ибраимов; * 1. Januar 1944 im Rajon Kemin; † 4. April 1999) war ein kirgisischer Politiker und im Jahr 1999 Ministerpräsident von Kirgisistan.

## Werdegang
Ibraimow wurde als Kind von Bauern im Rajon Kemin im Oblast Tschüi im Norden Kirgisistans geboren. Er schloss 1960 die Schule ab und begann anschließend in einer Fabrik in der Hauptstadt Frunse (heute Bischkek) eine Ausbildung zum Schlosser. 1963 begann er sein Studium am Polytechnischen Institut in Frunse, das von 1964 bis 1967 durch seinen Militärdienst in der Luftlandetruppe der Sowjetarmee, nahe der russischen Stadt Tula, unterbrochen wurde. Er setzte sein Studium 1971 fort und war anschließend Lehrbeauftragter an der Fakultät für Maschinenbau des Polytechnischen Instituts. Ab 1976 arbeitete er zunächst bei einem Unternehmen für Landwirtschaftsmaschinen und zog im Januar 1977 nach Rybatschje (heute Balkyktschy) in den Nordosten Kirgisistans, um dort bis 1985 erst als Designer, später als Direktor von Orgtehnika zu arbeiten.

## Politische Karriere
Ab 1985 betätigte sich Ibraimow in der Politik und wurde im März desselben Jahres zum Vorsitzenden des Kontrollkomitees der Stadt Rybatschje ernannt. Von Dezember 1985 bis 1988 war er Erster Sekretär der Kommunistischen Partei in Rybatschje. 1988 wurde er Erster Stellvertretender Vorsitzender für Organisation von Parteiaktivitäten des Zentralkomitees, 1991 Zweiter Sekretär der Kommunistischen Partei in Tschüi und hatte mehrere andere Parteiämter inne. Er war 1991 Stellvertretender Vorsitzender des Verteidigungsrats der Sowjetunion. Nach dem Zerfall der Sowjetunion wurde Ibraimow 1992 Direktor der Janash Aktiengesellschaft. Später hatte er die Position des Aufsichtsratsvorsitzenden der staatseigenen Fluggesellschaft inne. Während dieser Zeit blieb er politisch aktiv und wurde zweimal ins Parlament und im Januar 1993 zum Bürgermeister von Bischkek gewählt. Von Januar 1995 an war er Staatssekretär unter Präsident Askar Akajew. 1996 wurde Ibraimow zum ökonomischen Berater des Präsidenten und zu seinem Vertreter im Parlament ernannt. Wegen Gesundheitsproblemen zog sich Ibraimow für ein Jahr aus der Politik zurück. 1997 wurde er Vorsitzender des Staatlichen Vermögensfonds, was dem Rang eines Ministers entsprach.

## Premierminister
Am 23. Dezember 1998 löste Präsident Akajew das gesamte Kabinett auf und ernannte Ibraimow am 25. Dezember zum Premierminister. Akajew erklärte, dass Ibraimow durch ein Dekret mehr Macht bei der Ernennung von staatlichen Führungskräften haben soll. Neben 12 Ministern, die ihr Amt behalten durften, wurden folgende Personen neu ins Kabinett berufen:
- Minister für Finanzen, Marat Sultanov (ehemals Vorsitzender der Nationalbank)
- Minister für Industrie und Handel, Esengul Omuraliew (ehemals Botschafter in Belarus)
- Minister für Land- und Wasserwirtschaft, Emil Uzakabaew (ehemals Gouverneur der Naryn Region)
- Ministerin für Arbeit und Soziales, Mira Jangarachewa (ehemals Abteilungsleiterin in der Präsidialverwaltung)
- Minister für Ökologie, Tynybek Alykulow (ehemals Vorsitzender des parlamentarischen Industriekomitees)
- Vorsitzender des Staatlichen Vermögensfonds, Sultan Mederow (ehemals Stellvertretender Vorsitzender, ersetzte Ibraimow)
- Chef der Regierungsverwaltung, Ratbek Eshmambetow[6]

Am 8. Februar 1999 gab Ibraimow bekannt, dass der frühere Finanzminister Taalaibek Koichumanow, die Vorsitzende des Nationalen Sozialfonds Roza Uchempirova und der Generaldirektor von Kyrgyztelekom Salmor Alykulov wegen Veruntreuung entlassen werden sollen. Nach der Veröffentlichung eines offenen Briefs, der auch an Ibraimow adressiert war, musste die unabhängige kirgisische Wochenzeitung Res Publika wegen Verletzung der Ehre Strafzahlungen an den Präsidenten des kirgisischen Staatsfernsehens leisten. Der Vorgang wurde vom Commitee to Protect Journalists angeprangert.
Ibraimows Gesundheitsprobleme waren bekannt und nur zwei Monate nach Amtsantritt musste er sich aufgrund seiner Magenkrebserkrankung und einer Operation in Moskau aus dem Tagesgeschäft zurückziehen. Die Regierung betonte, dass Ibraimow in kurzer Zeit zurückkehren würde, er verstarb jedoch am 4. April 1999 im Alter von 55 Jahren. Er war weniger als vier Monate im Amt.
Im Jahr 2000 wurde eine Statue Ibraimows in Bischkek eingeweiht.